# Sergen Yalçın
Ali Rıza Sergen Yalçın (Istanboel, 5 oktober 1972) is een Turkse voetbalcoach en oud-voetballer die het grootste gedeelte van zijn carrière uitkwam voor Beşiktaş. Hij voetbalde het liefst op de nummer-tien-positie, maar was ook inzetbaar als diepe spits. Yalçın werd in 2020 aangesteld als coach van Beşiktaş.

## Voetbalcarrière
De jonge Sergen Yalçın werd al snel bestempeld als een groot Turks talent. In 1991 ondertekende hij een profcontract bij Beşiktaş JK. Hij speelde hier 113 competitiewedstrijden en scoorde daarin 35 keer alvorens hij in een geschil verzeilde met de leidinggevenden van de Turkse club. In 1997 tekende Yalçın een contract bij Istanbulspor, een relatief kleine club die op dat moment hogerop wilde komen in de Süper Lig. Hier zou hij anderhalf jaar voetballen. Yalçın gaf meerdere malen aan ongelukkig te zijn bij de geel-zwarten.
In 1999 gebeurde iets unieks. Jet-PA, een automobielbedrijf uit Siirt, kocht Sergen Yalçın, die daarna verhuurd werd aan achtereenvolgens Fenerbahçe SK, Galatasaray SK, Trabzonspor en opnieuw Galatasaray SK. Op dat moment was Jet-PA sponsor van Siirtspor. Toch werd besloten Yalçın niet bij deze kleine club te laten spelen.
De tweede periode van Yalçın bij Galatasaray SK was, onder andere door twee doelpunten en drie assists in de UEFA Champions League, zo succesvol, dat Mircea Lucescu de speler meenam naar zijn nieuwe en Yalçıns oude club, Beşiktaş JK. Hier zou Yalçın (in 2003) een voor hem onvergetelijke wedstrijd spelen tegen Chelsea FC in de UEFA Champions League. Dat jaar was Roman Abramovitsj de nieuwe eigenaar van Chelsea FC. De club had voor ca. £100.000.000 nieuwe spelers gehaald, maar kon niet voorkomen dat Beşiktaş JK door twee doelpunten van Sergen Yalçın in Londen met 0-2 wist te winnen van de Engelse club. Opnieuw wist de Turk dat seizoen twee doelpunten en drie assists te leveren in de UEFA Champions League.
In 2006 zag de nieuwe trainer van Beşiktaş JK, Jean Tigana, in Yalçın geen meerwaarde voor de club. De fans waren woedend op de Fransman. Yalçın vertrok naar Etimesgut Şekerspor dat dat seizoen uitkwam in Türkiye Futbol Federasyonu 2. Lig, de twee na hoogste voetbaldivisie van Turkije. Het seizoen erop kwam Yalçın uit voor Eskişehirspor. Hier kende hij onenigheid met de trainer, Metin Diyadin, waardoor hij slechts in vier wedstrijden het zwart-rode shirt van de club mocht dragen. In 2008, na het promoveren van Eskişehirspor naar de Süper Lig, zette Sergen Yalçın een punt achter zijn carrière.
Sergen Yalçın is 37-voudig international. Hij wist in die 37 wedstrijden 5 keer te scoren. Hij was er zowel tijdens het Europees kampioenschap voetbal 1996 als het Europees kampioenschap voetbal 2000 bij.

## Karakteristieken
Sergen Yalçın staat in Turkije bekend als iemand met een goed schot in zijn linkerbeen. Hier heeft hij zijn bijnaam, Süper Solak (Nederlands": Super linksbenige), dan ook aan te danken. Yalçın is een prima vrije trappennemer. Veel van zijn gemaakte doelpunten mikte hij vanuit een vrije trap in een van de hogere twee hoeken van het doel. Ook staat Yalçın in Turkije bekend als iemand met gedragsproblemen. Tijdens een groot gedeelte van zijn carrière heeft Yalçın verder als kritiek gekregen dat hij te zwaar was. Hij zou daarnaast ook te weinig bewegen op het veld.
Sergen Yalçın is de eerste speler in de historie van het Turkse voetbal die het shirt heeft gedragen van de vier grootste voetbalclubs van het land: Galatasaray SK, Beşiktaş JK, Fenerbahçe SK en Trabzonspor. Alleen Burak Yilmaz heeft ook voor alle vier de clubs gespeeld.

## Trainerscarrière
Yalçın begon in 2008 als trainer bij de jeugdelftallen van Beşiktaş. In 2013 mocht hij aan de slag bij Gaziantepspor. Na meerdere subtoppers te hebben getraind, mocht hij eind januari 2020 aan de slag bij zijn grote liefde Beşiktaş. Hij tekende een 1,5-jarig contract tijdens een ceremonie voor 20 duizend fans. De samenwerking draaide uit op een groot succes. Hij trok het team, dat op het moment van zijn aantreden de 7e plek bekleedde, naar de derde plaats. Yalçın won het seizoen erop zowel de landstitel als de beker. Ook schreef hij geschiedenis met zijn club: Beşiktaş scoorde 89 keer in de Süper Lig in het seizoen 2020-2021. Nog nooit had de ploeg zo vaak gescoord in een competitieseizoen.
1 Erkan ·
2 R. Çetin ·
3 Özalan ·
4 İnceefe ·
5 Kerimoğlu ·
6 Sağlam ·
7 Mandıralı ·
8 Temizkanoğlu ·
9 Şükür ·
10 O. Çetin  ·
11 Çıkırıkçı ·
12 Yiğit ·
13 Zafer ·
14 Sancaklı ·
15 Korkut ·
16 Yalçın ·
17 Ercan ·
18 Erdem ·
19 Kafkas ·
20 Korkmaz ·
21 Göymen ·
22 Reçber ·
Coach: Terim
1 Reçber ·
2 Havutçu ·
3 Temizkanoğlu  ·
4 Akyel ·
5 Özalan ·
6 Erdem ·
7 Buruk ·
8 Kerimoğlu ·
9 Şükür ·
10 Yalçın ·
11 Korkut ·
12 Çatkıç ·
13 Özköylü ·
14 Kaya ·
15 Izzet ·
16 Penbe ·
17 Derelioğlu ·
18 Akman ·
19 Ercan ·
20 Ünsal ·
21 Tuncay ·
22 Davala ·
Coach: Denizli